# Branislav Nušić

Branislav Nušić (1894)

Branislav Nušić (serbisch-kyrillisch Бранислав Нушић; geboren als Alkibijad Nuša; * 8. Oktoberjul. / 20. Oktober 1864greg. in Belgrad; † 19. Januar 1938 ebenda) war ein serbischer Novellist, Dramatiker und Verfasser von Satiren und Essays. Er ist der Gründer der modernen Rhetorik in Serbien. Er arbeitete auch als Journalist und Beamter.

## Leben
Nušić stammte aus einer walachischen Familie. Mit 18 Jahren änderte er seinen Namen zu Branislav Nušić. Er studierte Rechtswissenschaft in Belgrad und Graz. 1885 nahm er am serbisch-bulgarischen Krieg teil. Wegen seines 1887 veröffentlichten Gedichtes Dva roba (Zwei Sklaven), das sich satirisch mit König Milan I. auseinandersetzte, wurde er zu zwei Jahren Haft verurteilt, aus der er nach einem Jahr entlassen wurde.
Nušić benutzte auch das literarische Pseudonym Ben Akiba, vor allem für humoristische Feuilleton-Beiträge für die Zeitung Politika in der Zeit vor dem Ersten Weltkrieg. Er war als Dramaturg und Intendant an Theatern in Belgrad, Novi Sad, Skopje und Sarajevo tätig.
Anfang der 1930er Jahre war er Professor für Rhetorik an der Königlichen Militärakademie. 1933 wurde er zum Vollmitglied der Königlich serbischen Akademie gewählt.
Nušić war ein Autor, in dessen Werken die Komik prägendes Stilelement ist.

## Werke
Komödien
- Narodni poslanik (Der Volksvertreter), 1885
  - Der Abgeordnete : Schauspiel in 3 Akten. Aus dem Serbischen übersetzt von Ina Jun-Broda. Bühnenmanuskript. Berlin: Henschelverlag, 1956
- Gospođa ministarka (Die Frau des Ministers), 1929
- Mister Dolar (Mister Dollar), 1932

Romane
- Opštinsko dete (Gemeinschaftskind), 1902
- Autobiografija (Autobiographie), 1924

Andere Werke
- Ramazanske večeri (Abende im Ramadan, Sammlung von Kurzgeschichten), 1898
- Retorika (Rhetorik), 1934

Gesamtausgaben
- Sabrana Dela (Gesammelte Werke), hrsg. v. Ljubiša Manojlović, 25 Bände, 1966
- Dela Branislava Nušića (Die Werke von Branislav Nušić), hrsg. v. Vojislav Đurić, 10 Bände, 1978

Deutsche Übersetzungen
- Auf uferloser See, 1903
- Um hohen Preis! Ein bürgerlich Trauerspiel, übersetzt und für die deutsche Bühne bearb. von Friedrich S. Krauss, 1904
- Die Hajduken (Hajduci), 1965
- Der tollwütige Teofilo, 1985

Der Roman Der Knabe mit den 13 Vaetern (1927) von Roda Roda basiert auf Nušićs Roman Opštinsko dete.